# Chlorissa pallidularia
Chlorissa pallidularia là một loài bướm đêm trong họ Geometridae.